# Baszk Wikipédia
A baszk Wikipédia (baszk nyelven Euskarazko Wikipedia) a Wikipédia projekt baszk nyelvű változata, egy szabadon szerkeszthető internetes enciklopédia. 2003 novemberében indult és 2009 májusában már több mint 38 000 szócikket tartalmazott, mellyel a negyvenhatodik helyet foglalja el a wikipédiák rangsorában.

## Mérföldkövek
- 2003. november 7. - Elindul a baszk wikipédia.
- 2006. május 28. - Elkészül a 10 000. szócikk.
- Jelenlegi szócikkek száma: 355 564 (2020. május 1.)

## Külső hivatkozások
- Baszk Wikipédia